# WRC 3: FIA World Rally Championship
WRC 3: FIA World Rally Championship (также известная как WRC 3, WRC 3: FIA World Rally Championship 3 и 2012 FIA World Rally Championship) — официальная гоночная видеоигра сезона чемпионата мира по ралли 2012 года, разработанная компанией Milestone S.r.l.

## Отзывы
Игра получила смешанные отзывы; средняя оценка игры на сайте Metacritic для ПК, PlayStation 3 и Xbox 360 составляет 61, 63 и 62 балла из 100 соответственно Версия для PS3 заняла 14-е место в чартах продаж Великобритании. В Японии, где игра была портирована и издана компанией CyberFront 31 января 2013 года, Famitsu поставил ей оценку в одну восьмерку и три семерки для версии PS3 и четыре семерки для версии Vita.